# Нідерландська мовна спілка
Нідерлáндська мóвна спíлка (нід. Nederlandse Taalunie, NTU) — міжнародна установа, заснована 9 вересня 1980 року Нідерландами та Бельгією з метою спільного вирішення питань розвитку і стандартизації нідерландської мови. 12 січня 2005 року Суринам став третім членом організації.

## Діяльність

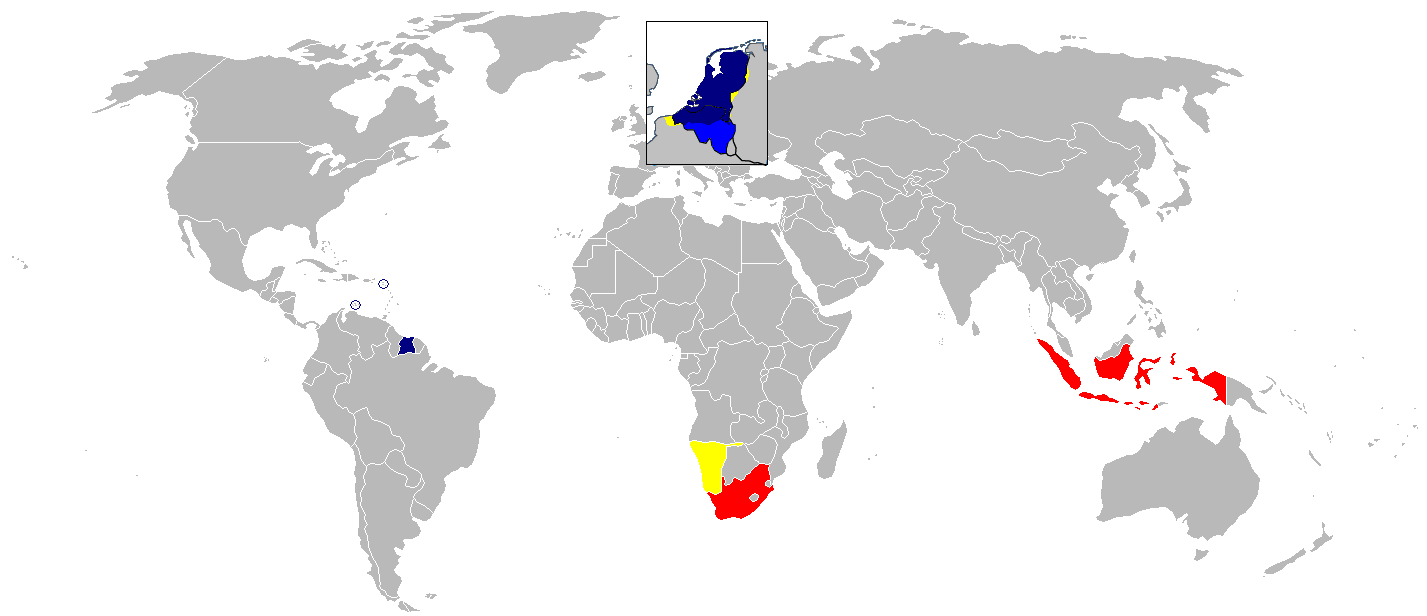
Нідерландська мовна спілка:
Держави-члени
Іншомовні райони в державах-членах
Особливі відносини зі Спілкою
Інші території, де розповсюджена нідерландська мова або африкаанс

До головних напрямків діяльності і компетенції Нідерландської мовної спілки належать:
- Розробка єдиної системи правопису нідерландської мови;
- Спільне створення словників, довідників тощо;
- Збір та узагальнення досвіду викладання нідерландської мови;
- Розширення підготовки викладачів і літературних перекладачів нідерландської мови;
- Мовна політика в європейському контексті;
- Підтримка викладання нідерландської мови в західних районах Німеччини, на півночі Франції та у валлонській частині Бельгії;
- Налагодження мовних зв'язків з ПАР, Намібією та Індонезією;
- Присудження Нідерландської літературної премії (раз на 3 роки);
- Підготовка й видання 9-томної «Історії нідерландомовної літератури».

## Історія
Нідерландський мовний союз був заснований договором між Бельгією та Нідерландами, підписаним 9 вересня 1980 року в Брюсселі.  Він успадкував "Культурну угоду" (що регулює не лише мову) між двома країнами, підписану відразу після Другої світової війни. Ця угода була перероблена в 1995 році, після федералізації Бельгії, та був підписаний новий договір між Нідерландами та Фландрією. 12 грудня 2003 року президент Комітету міністрів Голландського союзу мов Меді ван дер Лаан та міністр освіти Суринаму Вальтер Сандріман підписали угоду про вступ Суринаму до союзу. Приєднання було ратифіковано Національною асамблеєю Суринаму в 2004 році і набрало чинності в 2005 році.  
Стандартна голландська (Algemeen Nederlands, часто скорочена до AN) є стандартною мовою, оскільки її викладають у школах та використовують органи влади Нідерландів, Фландрії, Суринаму та Голландських Карибського басейну. Спілка голландських мов визначає, що є АН, а що ні. Оскільки зусилля "підняти" людей стали вважатись досить самовпевненими, попередня назва Algemeen Beschaafd Nederlands ("загальноцивілізовані голландці") та її абревіатура ABN були замінені на Algemeen Nederlands (AN). Таким чином, було знято натяк на те, що нестандартні сорти не є цивілізованими.

## Список слів
Важливою зміною, яку здійснив Нідерландський мовний союз, була модифікація голландської орфографії в 1995 р., зокрема щодо написання інтерфіксу -n у багатьох сполуках. Серед публікацій Союзу є добре відомий список слів голландської мови (Woordenlijst Nederlandse taal), широко відомий як "Groene boekje" ("Зелений буклет", через його характерний зелений колір). Зелений буклет є офіційним орфографічним та граматичним посиланням на голландську мову. Він викладений як словниковий запас, включаючи форми множини та правопис, але без фактичних визначень слів.  
Остання версія "Зеленого буклету" з'явилася 13 жовтня 2015 р. Її зміст не відрізняється від попередньої версії 2005 р., яка включала дещо суперечливу реформу правопису, яка в цілому була погано сприйнята, оскільки частина правописних реформ 1996 р. знову змінився. У грудні 2005 року більшість нідерландських основних ЗМІ оголосили про бойкот. У серпні 2006 року вони випустили "Білу книгу" як власну, дещо іншу настанову. Тепер обидва ці орфограми використовуються, іноді заплутуючи людей; «зелений» використовують школи та чиновники, «білий» - газети, журнали та телевізійні станції.     
У Бельгії, навпаки, правописну реформу прийняли без протесту.     